# Hypersara argentata
Hypersara argentata är en tvåvingeart som beskrevs av Villeneuve 1935. Hypersara argentata ingår i släktet Hypersara och familjen parasitflugor. Inga underarter finns listade i Catalogue of Life.